# Acer sempervirens

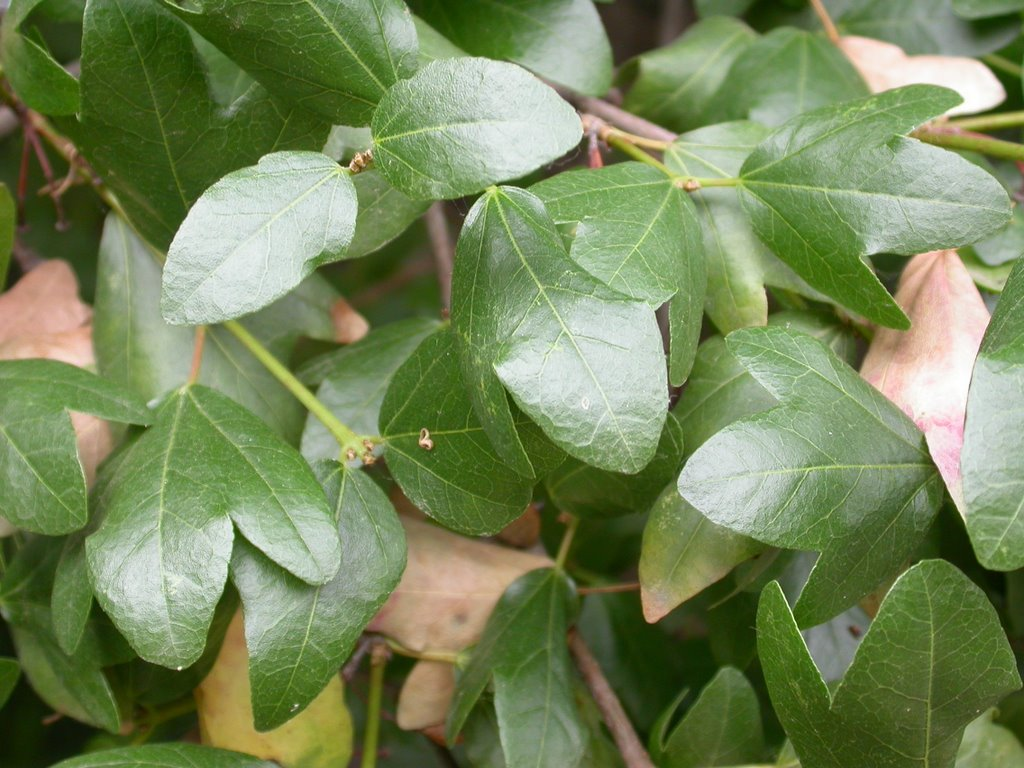
Fullatge

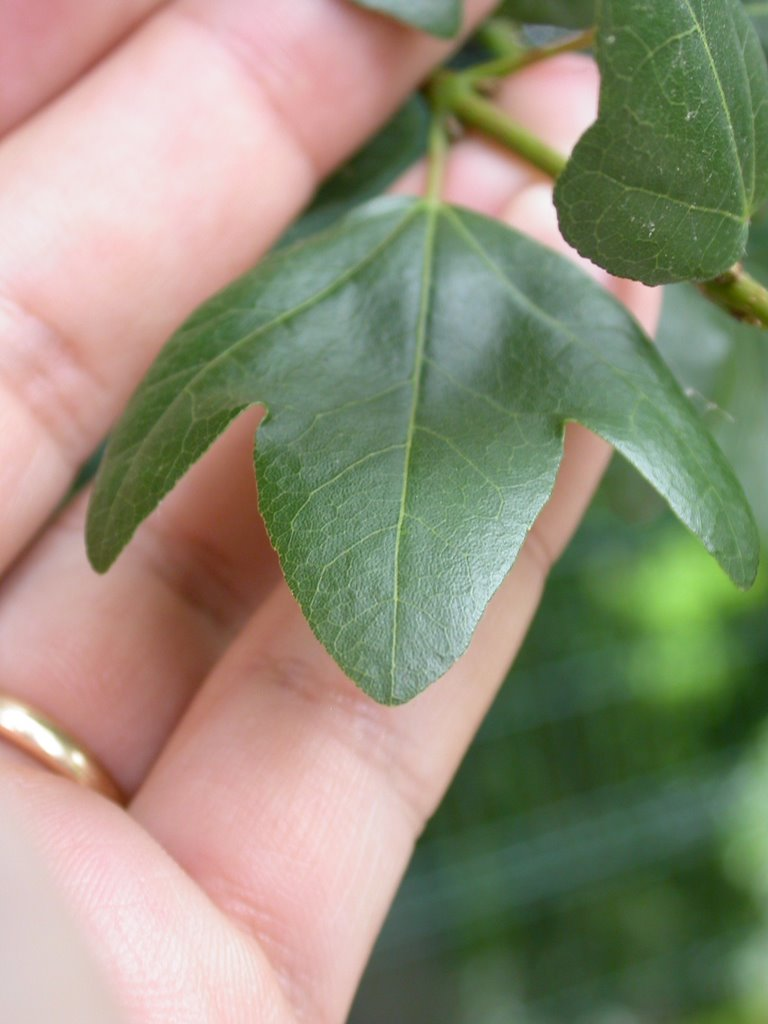
Detall de la fulla

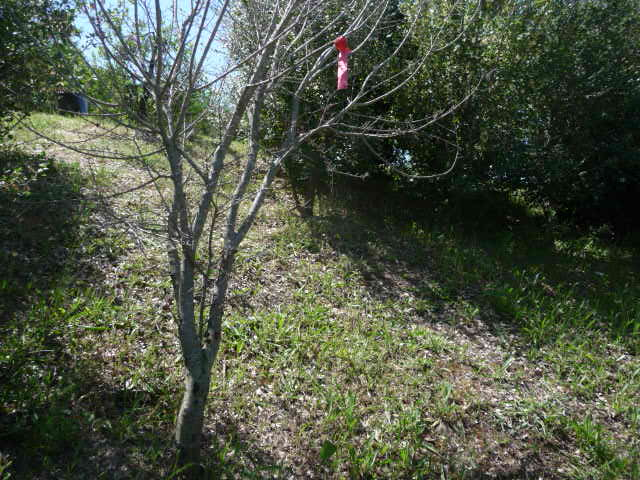
Sense fulles

Acer sempervirens és una espècie de planta amb flors del gènere Acer dins la família de les sapindàcies (Sapindaceae). Son plantes natives del llevant mediterrani, Grècia, Turquia, Líban i Síria
És un arbust o petit arbre de fulla perenne o semiperenne, el qual pot arribar a mesurar 10 m d'alçada amb un tronc de 50 cm de diàmetre. L'escorça és de color gris fosc, llisa als arbres joves, formant escames i fissures superficialment als arbres madurs. Els brots són de color verd inicialment, tornant-se marró opac al segon any. Les fulles són oposades, dures i coriàcies en la seva textura, d'1 a 4 cm de llarg i d'1 a 3 d'ample, de color verd fosc brillant, simples o amb tres lòbuls. Els lòbuls tenen el marge sencer. Les flors són de color groc verdós, produïdes en petits corimbes penjants. El fruit és una doble sàmara amb dues llavors rodones alades, les ales de les quals mesuren d'1,5 a 3 cm de llarg, i s'estenen en un angle agut.
És una de les espècies del gènere més tolerants a la sequera i a la calor, i succeeixen als vessants secs i en solejades elevacions moderades. Està estretament relacionada amb Acer monspessulanum de més al nord i oest d'Europa, amb la diferència de ser més petita, amb fulles perennes més petites i sovint amb forma d'arbust.
Acer sempervirens a vegades s'usa com a arbre ornamental a l'oest d'Europa. Va ser introduïda a Gran Bretanya el 1752.